# Chérif Bouchache
Chérif Hachemi Bouchache (en arabe : شريف هاشمي بوشاش) est un footballeur international algérien né le 8 mai 1929 à Skikda et mort le 21 juillet 1999 dans la même ville. Il évoluait au poste d'attaquant.
Il est le grand frère du footballeur international Hocine Bouchache.

## Biographie

### En clubs
Chérif Bouchache évolue d'abord avec son club formateur, la JSM Skikda pendant 5 ans avant d'aller jouer en France dans les plus grands clubs français de l'époque, l'Olympique lyonnais et Le Havre AC. Puis il revient au pays pour servir dans le FLN au sein de l'équipe du Front de libération nationale.

### En équipe nationale
Chérif Bouchache reçoit trois sélections en équipe d'Algérie. Il joue son premier match le 4 juillet 1963, contre l'Égypte (nul 1-1). Son dernier match a lieu le 22 décembre 1965, contre l'URSS olympique (défaite 0-1).

## Palmarès
JSM Skikda
- Championnat d'Algérie D2 (1) :
  - Champion : 1966-67.
- Coupe d'Algérie :
  - Finaliste: 1967